# Letní paralympijské hry 2004
XII. letní paralympijské hry se konaly mezi 17. a 28. září 2004 v řeckých Athénách. Zúčastnilo se jich 3808 sportovců ze 135 zemí celého světa. Z her byli kvůli obtížnému testování a klasifikaci jejich postižení vyřazeni sportovci se specifickou poruchou učení. Toto vyloučení padlo po letních paralympijských hrách v Sydney, prvních hrách, kde byly poprvé zařazeny závody speciálně pro tyto závodníky a kde bylo zjištěno, že většina španělského basketbalového týmu vůbec není takto handicapovaná.

## Sporty
Sportovci soutěžili v 19 sportech.
- Atletika
- Basketbal na vozíku
- Boccia
- Cyklistika
- Fotbal – pětičlenná družstva (zrakově postižení)
- Fotbal – sedmičlenná družstva (tělesně postižení)
- Goalball
- Jachting
- Jezdectví
- Judo
- Lukostřelba
- Plavání
- Ragby na vozíku
- Sportovní střelba
- Stolní tenis
- Šerm na vozíku
- Tenis na vozíku
- Volejbal pro sedící
- Vzpírání

## Pořadí národů
Celkově bylo na XII. hrách rozdáno 1567 medailí: 519 zlatých, 516 stříbrných a 532 bronzových. Alespoň jednu medaili získalo 37 zemí. Nejúspěšnějším sportovcem byla japonská plavkyně Majumi Naritaová, která získala na hrách sedm zlatých a jednu bronzovou medaili a překonala šest světových rekordů. Mezi další úspěšné závodníky se řadí Kanaďanka Chantal Petitclercová (závody na vozíku; pět zlatých a tři světové rekordy) a Švéd Jonas Jacobsson (střelba; čtyři zlaté).
| Pořadí | Země               | Zlato | Stříbro | Bronz | Celkem |
| ------ | ------------------ | ----- | ------- | ----- | ------ |
| 1.     | Čína               | 63    | 46      | 32    | 141    |
| 2.     | Spojené království | 35    | 30      | 29    | 94     |
| 3.     | Kanada             | 28    | 19      | 25    | 72     |
| 4.     | USA                | 27    | 22      | 39    | 88     |
| 5.     | Austrálie          | 26    | 38      | 36    | 100    |
| 6.     | Ukrajina           | 24    | 12      | 19    | 55     |
| 7.     | Španělsko          | 20    | 27      | 24    | 71     |
| 8.     | Německo            | 19    | 28      | 31    | 78     |
| 9.     | Francie            | 18    | 26      | 30    | 74     |
| 10.    | Japonsko           | 17    | 16      | 20    | 53     |
|        |                    |       |         |       |        |
| 12.    | Česko              | 16    | 8       | 7     | 31     |

## Česko na LPH 2004
Českou republiku reprezentovalo na LPH 2004 celkem 65 sportovců a 2 spoluhráči boccie. Získali celkem 31 medailí, nejúspěšnějším závodníkem byl plavec Martin Kovář se třemi zlatými.